# Az év svájci labdarúgója
Az év svájci labdarúgója (németül: Schweizer Fussballer des Jahres) díjat a Svájci labdarúgó-szövetség ítéli oda a naptári évben a svájci labdarúgó-bajnokság első osztályában játszó legjobb labdarúgónak, valamint a legjobb svájci válogatott játékosnak.

## A svájci válogatott legjobb játékosa

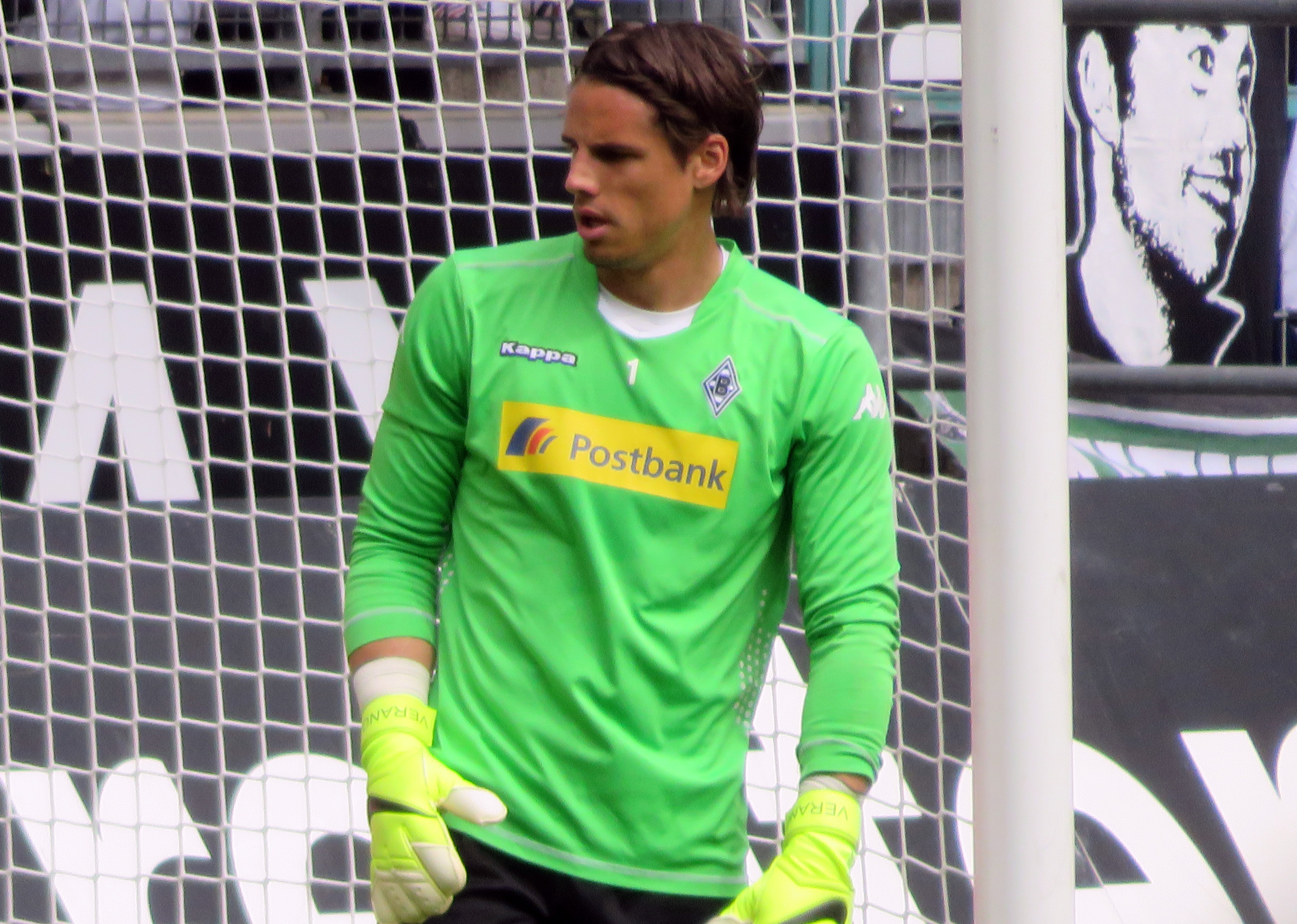
A háromszoros győztes Yann Sommer

| Év   | Játékos              | Klub                     |
| ---- | -------------------- | ------------------------ |
| 1998 | Raphaël Wicky        | SV Werder Bremen         |
| 1999 | Ciriaco Sforza       | 1. FC Kaiserslautern     |
| 2000 | David Sesa           | US Lecce                 |
| 2001 | Stéphane Henchoz     | Liverpool FC             |
| 2002 | Stéphane Henchoz     | Liverpool FC             |
| 2003 | Jörg Stiel           | Borussia Mönchengladbach |
| 2004 | Alexander Frei       | Stade Rennais FC         |
| 2005 | Alexander Frei       | Stade Rennais FC         |
| 2006 | Philippe Senderos    | Arsenal FC               |
| 2007 | Alexander Frei       | Borussia Dortmund        |
| 2008 | Tranquillo Barnetta  | Bayer 04 Leverkusen      |
| 2009 | Diego Benaglio       | VfL Wolfsburg            |
| 2010 | Benjamin Huggel      | FC Basel                 |
| 2011 | Xherdan Shaqiri      | FC Basel                 |
| 2012 | Xherdan Shaqiri      | FC Basel                 |
| 2013 | Diego Benaglio       | VfL Wolfsburg            |
| 2014 | Ricardo Rodríguez    | VfL Wolfsburg            |
| 2015 | Stephan Lichtsteiner | Juventus FC              |
| 2016 | Yann Sommer          | Borussia Mönchengladbach |
| 2017 | Granit Xhaka         | Arsenal FC               |
| 2018 | Yann Sommer          | Borussia Mönchengladbach |
| 2019 | Haris Seferović      | SL Benfica               |
| 2021 | Yann Sommer          | Borussia Mönchengladbach |